# حزمة السرج

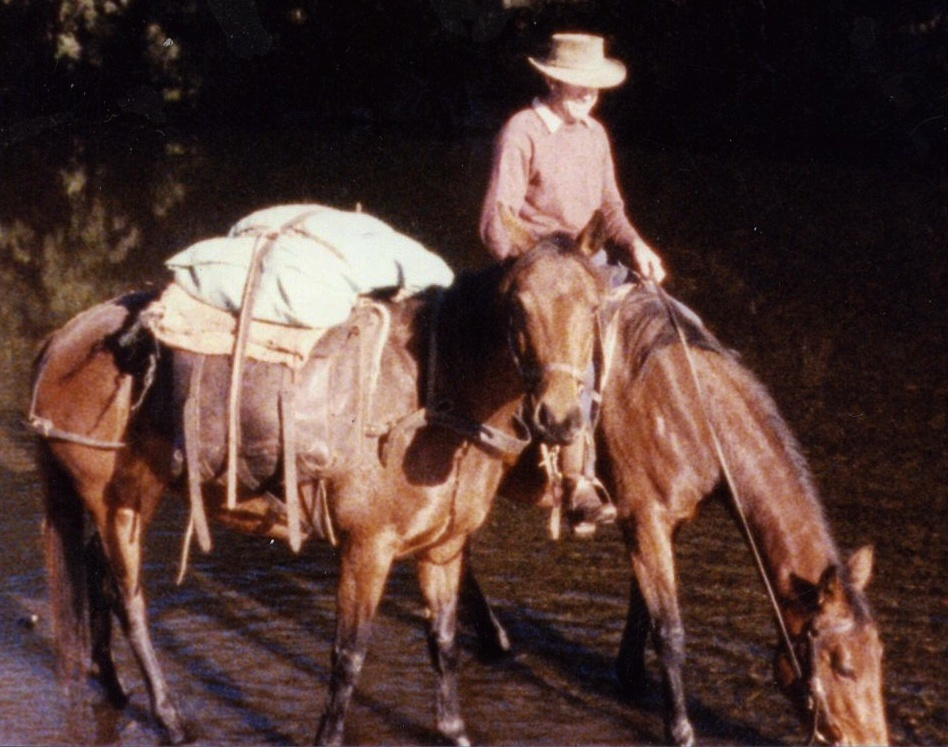
حزمة السرج

سرج التحميل أو حزمة السرج أو الرَّحْل أو القَتَب هي عدة تُوضع فوق ظهر الدابة لتجعلها تحمل الأمتعة الثقيلة بسهولة، كالأسلحة والبضائع والأخشاب، تُصمم بشكل يُوافق جسم الحيوان المخصص لها، ولها أنواع حسب السرج.